# Шмаковська сільська рада
Шма́ковська сільська рада (рос. Шмаковский сельский совет) — сільське поселення у складі Кетовського району Курганської області Росії.
Адміністративний центр — село Шмаково.
Населення сільського поселення становить 1686 осіб (2017; 1625 у 2010, 1901 у 2002).

## Склад
До складу сільського поселення входять:
| Населений пункт            | Населення, осіб (2002) | Населення, осіб (2010) |
| -------------------------- | ---------------------- | ---------------------- |
| Галаєво, присілок          | 180                    | 139                    |
| Конево-Казанцева, присілок | 27                     | 23                     |
| Орловка, присілок          | 222                    | 144                    |
| Шмаково, село              | 1472                   | 1319                   |